# Miguel Portillo
Miguel Alfredo Portillo (Gobernador Virasoro, Corrientes, Argentina; 26 de septiembre de 1982) es un futbolista argentino que se desempeña como defensor. Actualmente milita en el club FC Köniz de la Promotion League.
No llegó a debutar en la Primera de Boca Juniors por torneos locales, pero si fue al banco en un partido ante San Lorenzo (0-1, gol de Diego Capria) e integró la lista de la Copa Mercosur 2001, donde disputó algunos minutos. . Sin oportunidades, fue vendido, en una situación bastante confusa, a la empresa uruguaya Lonsix, junto a los del brasileño Alex Da Silva y el delantero Sebastián Rovira.
Jugó en el fútbol, primero en el Neuchâtel Xamax FC (2002-04) y hasta disputó partidos de Copa UEFA. Después pegó el salto de calidad al incorporarse al Servette (2004-05), pero solo duró una temporada. La 2005-06 la disputó con los colores del Angers de Francia para luego retornar a Suiza y jugar la Copa Intertoto con el Young Boys (2006).
En 2006 fue transferido al FC Vaduz de Liechtenstein y en 2007 vuelve a BSC Young Boys.

## Clubes
| Club                   | País          | Año         |
| ---------------------- | ------------- | ----------- |
| Boca Juniors           | Argentina     | 2001 - 2002 |
| Neuchâtel Xamax FC     | Suiza         | 2002 - 2004 |
| Servette FC            | Suiza         | 2004        |
| Angers SCO             | Francia       | 2005        |
| BSC Young Boys         | Suiza         | 2005 - 2006 |
| FC Vaduz               | Liechtenstein | 2006 - 2007 |
| BSC Young Boys         | Suiza         | 2007 - 2009 |
| AC Lugano              | Suiza         | 2009 - 2010 |
| FC Chornomorets Odessa | Ucrania       | 2010 - 2011 |
| Beitar Jerusalem FC    | Israel        | 2011 - 2012 |
| FC Köniz               | Suiza         | 2012 -      |